# Бердянський курган
Бердянський курган — один із курганів скіфської знаті. Розташований на східній околиці села Нововасилівка Бердянського району Запорізької області — на високому правому березі річки Берди. На сьогодні є найбільшим з розкопаних курганів Північного Приазов'я. Хронологічна позиція пам’ятки, орієнтовно 380—365 рр. до н. е. Протягом 1977-1978 досліджувався експедицією Інституту археології Національної АН України. Проте він все ще належить до числа маловивчених поховальних пам'яток вищої скіфської аристократії

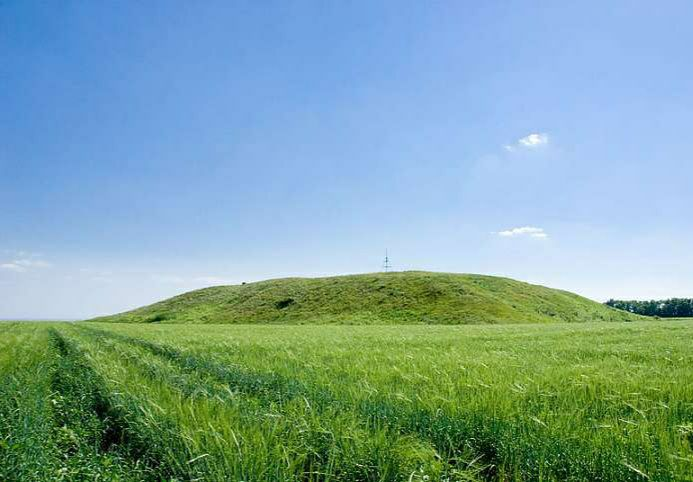
Бердянський курган.

- Бердянський курган.

## Історія дослідження кургану
В 12 км на північ від м. Бердянська, на південно–західній околиці с. Нововасилівка, знаходився великий курган, який місцевий колгосп почав руйнувати. Керівництво БКМ вирішило розпочати розкопки цього кургану, взявши відкритий лист на ім'я О. Я. Огульчанського. Археологічна експедиція Бердянського краєзнавчого музею почала свою роботу 6 липня 1971 р. Розкопки тривали до початку вересня.
   Відомий скіфолог професор В. Ю. Мурзін так оцінив ці розкопки: «У 1971 р., на піку гучних відкриттів скіфського золота, бердянський краєзнавець О. Я. Огульчанський умовив представників місцевої влади та працівників Бердянського музею розкопати „свій“ великий курган. Такий був обраний на околиці с. Нововасилівка, що поблизу Бердянська, на високому правому березі р. Берда. Проте ініціатор розкопок не мав відповідного організаційного та наукового досвіду дослідження великих курганів, тому експедиція залишила лише спотворений насип кургану, що сягав у висоту до розкопок 8 м».
    У кінці грудня до БКМ приїхав В. В. Отрощенко, який обстежив курган й ознайомився з польовою документацією. Після цього він склав акт, у якому зазначалося, що не володіючи сучасною методикою розкопок курганів та не маючи достатньо коштів, дослідники не впоралися з завданням.
     У той же час В. В. Отрощенко підкреслив, що курган у с. Нововасилівка є пам'яткою великого наукового значення, тому його треба докопати найближчим часом.

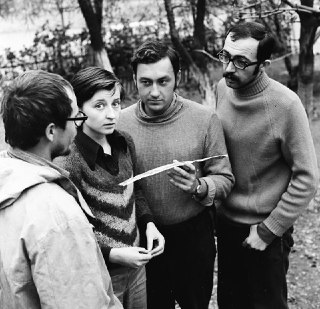
Археологи зі знахідкою

    Побажання В. В. Отрощенка дослідити Бердянський курган здійснилося тільки через шість років після спроби його розкопати співробітниками БКМ у 1971 році. Саме 1977 р. Приазовська експедиція (начальник М. М. Чередниченко, заступник  В. Ю. Мурзін, організована Інститутом археології АН УРСР і Українським товариством охорони пам'яток історії та культури розпочала дослідження кургану, розкопки якого через складні геологічні умови тривали рік і два тижні протягом 1977—1978 рр.
     Зараз увесь науковий світ знає його як царський Бердянський курган кінця V -   початку IV ст. до н. е.
    Співробітниками експедиції були нині відомі археологи, фахівці у галузі скіфської археології  Ю. В.  Болтрик [Архівовано 16 січня 2021 у Wayback Machine.], С. В. Полін та О. Є. Фіалко [Архівовано 24 січня 2021 у Wayback Machine.].

## Загальний опис кургану

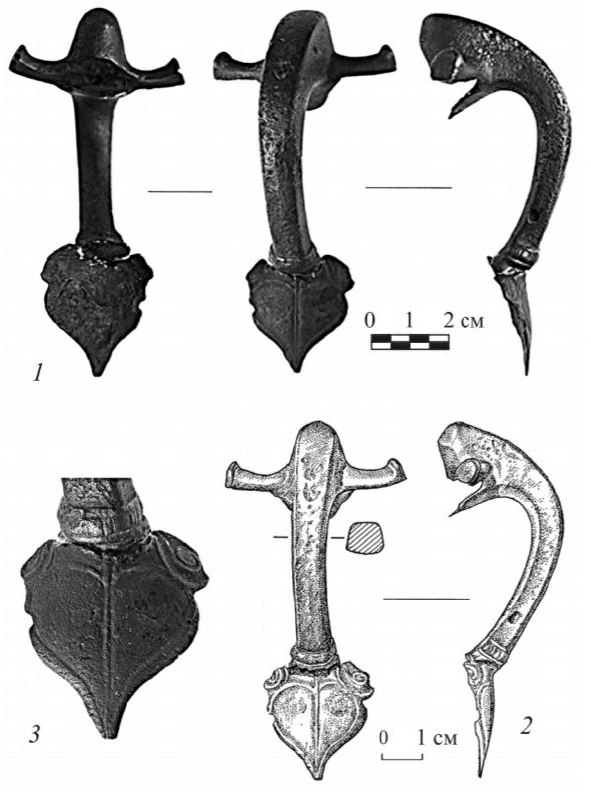
Ручка бронзової ойнохої зі Східної могили Бердянського кургану

Висота цього кургану дорівнювала 8,4 м, діаметр – близько 70 м. Основним матеріалом, використаним для спорудження насипу Бердянського кургану, були плитки дерну. Під насипом містилися поховальні катакомби – дві в центрі й одна збоку: Центральна, Південна та Східна. Усі катакомби одночасові та основні. Спочатку на рівні стародавньої поверхні (до насипу кургану) було викладено кам’яний майданчик (16х20 м), а посеред нього викопано дві вхідні ями. Від підніжжя насипу (з заходу) до центрального поховання вела доріжка (16х2 м), яку проклали ще на початку будівництва кургану, від вхідної ями Центральної могили у західному напрямку. Доріжку по боках стягувало гранітне каміння. Вхідні ями центральних могил після поховання небіжчиків закладено камінням із прошарками камки. Після завершення поховальної церемонії доріжку, як і вхідні ями, було закладено вальками. Після цього зроблено насип і обкладено його гранітним камінням – «крепідою», яка запобігала розсуванню насипу.
На дні головної камери, майже по центру, було зроблено з дерев’яних жердин настил прямокутної форми (2,5х1,3 м), на нього покладено «царя». Саме для нього й збудували курган. Ця камера була пограбована ще в давнину, але від небіжчика залишилися бронзові кнеміди та кілька золотих бляшок.
Дослідниками встановлено, що в центральній камері було поховано три небіжчика: «цар» – на дерев’яному настилі, коло входу – охоронець (тут лежав залізний панцир, меч, наконечник списа), а біля амфор та посудин – виночерпій.
На відстані 0,8 м на південь від центрального поховання містилася друга могила (глибина 10 м). У південній стіні вхідної ями цієї катакомби знаходився вхід у поховальну камеру, заставлений дерев’яними жердинами. У ній попід південною стіною стояло два бронзові казани, заповнені кістками тварин.
Бічна могила була завглибшки 6,3 м. Її також пограбували в давнину, але на дні залишилися сліди від поховальної колісниці та її залізні, бронзові й дерев’яні частини.

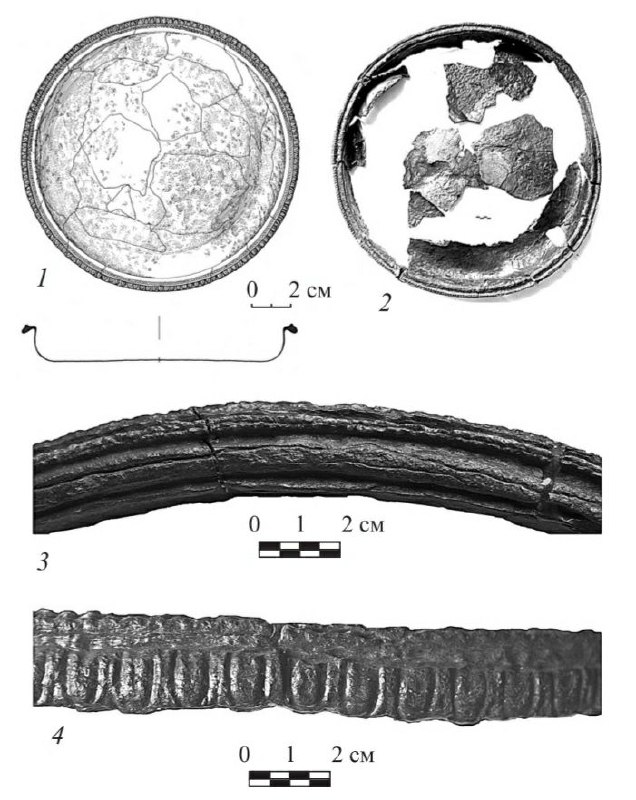
Бронзовий таз зі Східної могили Бердянського кургану

У цій камері були поховані жінки та юнак-охоронець, поряд з яким лежали залізні вістря спису та довгий меч. Скелет жінки лежав на підсипці з крейди. Допоміжний характер могили підкреслювали наявні в ній розібрана гарба, прикраси кінської збруї, комплекс керамічного та металевого посуду (бронзові лутерій, ойнохоя, таз).

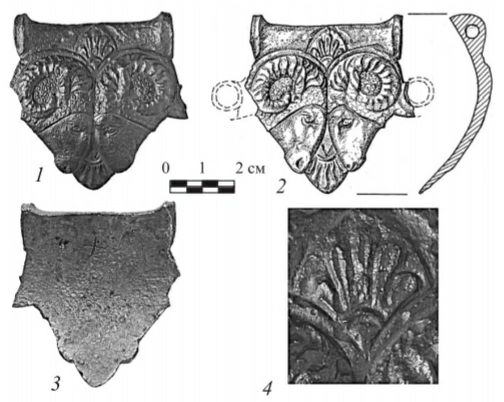
Атташ ручки бронзового таза зі Східної могили Бердянського кургану

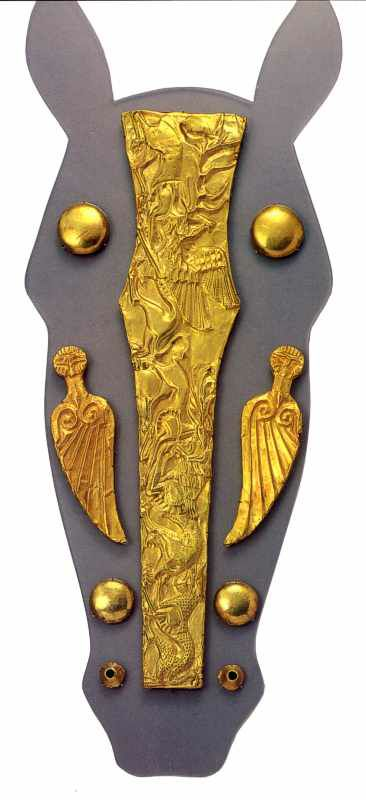
Прикраси кінської збруї

Найцікавішим є те, що в долівці камери було виявлено чотири схованки-ямки. В одній із них було знайдено 103 наконечники стріл та залізний ніж із кістяною ручкою. У другій – прикраси кінської збруї (бронзові нащічники, налобники, бляхи, дзвіночки, пронизки, залізні вудила та бронзові псалії, чотири бронзові ажурні навершя зі стилізованими зображеннями оленя).

## Керамічний комплекс
За стратиграфічними спостереженнями, у Бердянському кургані виявлено три поховання, які були синхронними. Кераміка знайдена у двох із них - Центральній та Східній могилах. Зі Східної могили походять червонофігурний скіфос з парними зображеннями з життя палестритів та декілька фрагментів інших червонофігурних посудин. За формою та характером розпису вони двтуються у межах V-IV - першої половини IV ст. до н.е.
У Центральній могилі та грабіжницькому ході до неї знайдено 19 амфор, один чорнолаковий та три червонофігурних скіфоси, червонофігурний кратер та невиразні уламки чорнолакової та червонофігурної кераміки.
Усі 19 амфор фасоського виробництва, однотипні, з біконічним корпусом, дуже розширеним донизу горлом, що повільно переходить у плечики, масивними трикутними у розрізі вінцями з плоско-зрізаним краєм. Профіль ребра корпуса пом'якшений, нижня частина його поступово звужується і завершується масивною циліндричною ніжкою, що розширюється до підошви. Ручки овальні у розрізі з відтиском великого пальця у нижній частині, де вони приєднуються до корпуса.
Отже, можемо зробити висновок, що Бердянський комплекс амфор є одночасною торговою партією, що була імпортована в Північне Причорномор'я безпосередньо з о. Фасос.

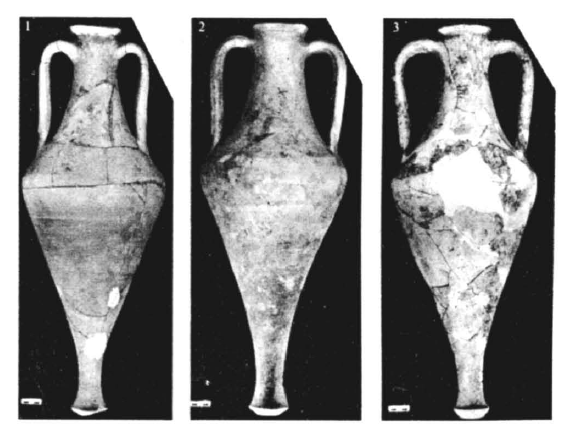
Амфори Бердянського кургану

Червонофігурний дзвоникоподібний кратер з двома ручками під вінцями загальною вистотою 36 см, висотою піддона 3,7 см, діаметром вінець 37 см, піддона - 17,5 см. Такий різновид кратерів, за розміщенням ручок, визначається як окремий тип - оксібаф. Прямі слабопрофільовані вінця посудини відігнуті назовні. Стінки чаші кратера трохи опуклі у середній частині. Масивні, круглі в перетині, ручки підняті догори і розміщені ближче до вінець. У нижній частині чаші знаходиться трикутний у перетині горизонтальний виступ. Чаша відокремлена від профільованого піддона довгою ніжкою. Кратер з одного боку декорований композиціями з п'яти фігур - сатири і менади з тирсами та тімпанами в танку. Та зі зворотнього боку - на якому зображено троє юнаків-палестритів одягнених у гіматії.

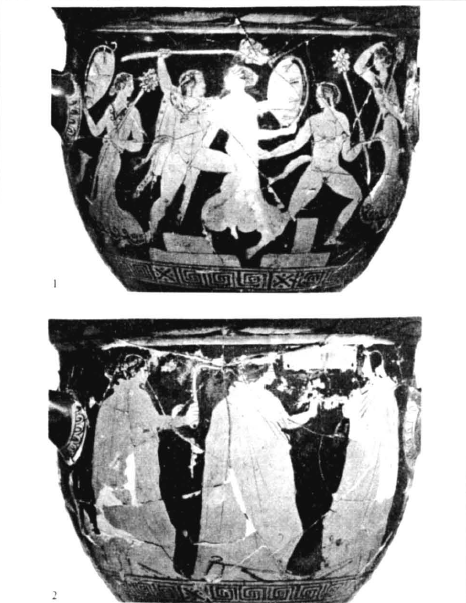
Кратер, розпис

Таким чином, Бердянський комплекс фасоських амфор, червонофігурної та чорнолакової кераміки є унікальним для Скіфії. Його загальне датування - кінець першої - початок другої чверті IV ст. до н.е. - визначає час спорудження Бердянського кургану.

## Антропологічні матеріали
Бердянський курган є найбільшим серед розкопаних у Північному Приазов'ї, а Центральна могила цього кургану є найглибшою серед усіх відомих. Ці обставини, на тлі трьох одночасних могил, наповнених престижними артефактами і підпорядкованих головному небіжчику, дозволяють припускати, що померлий міг бути володарем Північного Приазов’я.
В зв’язку з цим цікавим є спостереження С.І. Круц. Вона звернула увагу на обставину в антропологічних матеріалах Бердянського кургану, що тісно пов’язує його з Чортомлицьким курганом. Звертає на себе увагу найбільша схожість не тільки довжини тіла, але й пропорцій, індивідуальних розмірів кісток окремих кісток виночерпія і чоловіка з Бердянського кургану, скелет якого виявлений на дні вхідної ями. Також того ж С.І. Круц наголошує, що, крім збігу розмірів та пропорцій довгих кісток, на плечових кістках обох скелетів є межмищелковий отвір, а ця риса доволі рідко зустрічається, ще й саме на цих частинах скелету.

## Зброя
У трьох похованнях Бердянського кургану - Центральній і Південній могилах, що становили єдиний поховальний комплекс, та одночасовій боковій Східній могилі знайдено різноманітну наступальну зброю чи її рештки (стріли, списи, дротики, ножі, мечі, нагайка), а також деталі захисного обладунку.

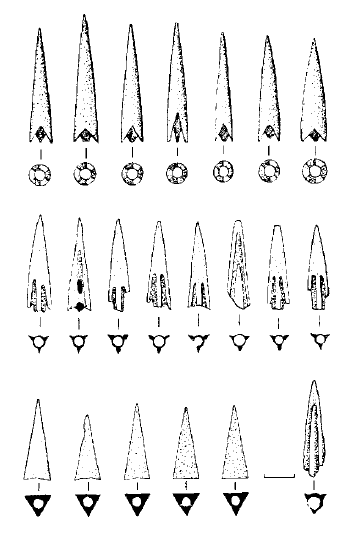
Наконечники стріл та сагайдачний набір

Стріли представлені головним чином бронзовими та кістяними наконечниками, знайденими у Центральній (1394 екземпляри) та Східній (227 екземплярів) могилах. Стріли містилися в сагайдаках або горитах, розвішаних на залізних гаках.
Усього тут зафіксовано девять сагайдачних комплексів - від 83 до 161 стріл у кожному. Крім того, у заповненні камери та грабіжницького лазу знайдено ще 187 наконечників, 69 з яких ( 60 бронзових та 9 кістяних) складали сагайдачний набір, що належав, покладеному поблизу входу до камери, "охоронцю", а інші 118 розкидані грабіжниками по всій камері.
Списи виявлено в двох могилах. У Східній їх було два. Від першого зберігся залізний наконечник довжина якого сягала 38 см, від другого - лише частина втулки довжиною 9,1 см. У Центральній могилі  крім одного цілого та одного фрагментованого наконечників списів з грабіжницького ходу, ще 11 списів, які були зв'язані у пучок. Один з наконечників закривав дерев'яний футляр із залізним окуттям. Такі футляри зустрічаються рідко на території Паівнічного Причорномор'я, але досить поширені на територої на територіях Болгарії та Трансвильванії.
Дротики (2 екземпляри) були зв'язані в один пучок разом зі списами. Наконечник першого зберігся повністю, другий - у фрагментах.

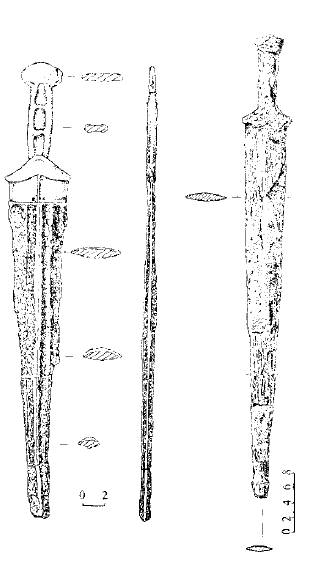
Мечі з Бердянського кургану

Мечі було підв'язано до бойових поясів, які висіли на залізних гаках. Мечі мали відмінності у деталях, але обидва мечі характерні для кінця V-IV ст. до н.е.

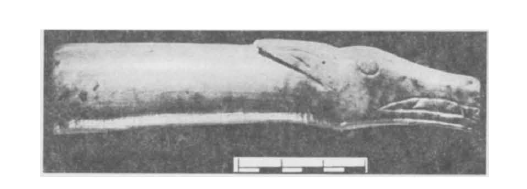
Кістяна прикраса нагайки

Серед нечисленного інвентаря Південної могили збереглася унікальна річ, яка виготовлена з трубчастої кістки тварини. Ця знахідка являє собою кістяну рурку, один край якої рівно обрізаний, а другий оформлено у вигляді рельєфного зображення голови вовка. Цю річ вдалося визначити як прикрасу пужална нагайки.
Нагайки були одним з обов'язкових атрибутів скіфського воїна. У вправних руках нагайка була досить серйозною зброєю. Не випадкове й оформлення цієї знахідки. Як відомо, саме ударом нагайки по носі кочовики під час полювання вбивали вовка.
З Центральної могили походить золотий наконечник у вигляді, прикрашеного ковпачка, якого було знайдено біля бойового поясу поряд з іншими предметами озброєння.
Деталі золотого обладунку знайдено тільки в Центральній могилі. Бойові портупейні пояси, до яких було прикріплено сагайдаки, мечі, чашу та брусок, висіли на залізних гачках. Пояси зібрані з металевих платівок.  Найширшим є пояс із залізних платівок (9,3 см). Пояс із бронзових платівок має довжину 70 см. Третій пояс зібрано із секцій залізних і бронзових платівок, які чергувалися.
Панцир було цілком зруйновано грабіжниками. Від нього збереглися лише окремі платівки, знайдені у грабіжницькому лазі, та кілька фрагментів набору.
Таким чином, комплекс зброї за своїми характерними ознакаи датується другою половиною V - IV ст. до н. е., що цілком відповідає загальній даті Бердянського кургану. Надзвичайно велика кількість сагайдачних наборів ти списів вирізняє дане поховання скіфського аристократа з поміж інших скіфських могил.

## Висновок
Серед масиву скіфських курганів особливе місце належить Бердянському — найбільшому з розкопаних курганів Північного Приазов’я. Незважаючи на пограбування комплексу, разом з величними поховальними спорудами окреслюють високий соціальний стан головного небіжчика з Бердянського кургану. Науковці ставлять цей курган в один ряд із такими "царськими" курганами, як Мелітопольський, Гайманова і Товста Могили. Найскладніша поховальна споруда Приазов'я приховує не одну таємницю.
Координати - 46.8542, 36.81913